# Año Internacional del Desarrollo Sostenible de las Montañas
2022 fue proclamado Año Internacional del Desarrollo Sostenible de las Montañas por la Asamblea General de las Naciones Unidas mediante la resolución aprobada el 16 de diciembre de 2021. La iniciativa fue impulsada por la República Kirguisa con el apoyo de 94 Estados miembros, buscando destacar la importancia de las montañas en el equilibrio ambiental, la seguridad alimentaria y el desarrollo sostenible a nivel mundial. La proclamación coincidió con el vigésimo aniversario del Año Internacional de las Montañas en 2002 y con la creación de la Alianza para las Montañas,una plataforma global que reúne a gobiernos, organizaciones internacionales y actores de la sociedad civil con el objetivo de fomentar la cooperación y las políticas orientadas a la protección de estos ecosistemas.
Mientras que la primera celebración de 2002 buscaba generar conciencia y establecer alianzas para el desarrollo sostenible de estos territorios, la designación de 2022 fue establecida para alertar sobre los desafíos que enfrentan las regiones montañosas y las poblaciones que dependen de ellas, en un contexto donde el cambio climático, la degradación ambiental, la pérdida de biodiversidad y la vulnerabilidad socioeconómica se han intensificado. Aunque las montañas cubren alrededor del 27% de la superficie terrestre y abastecen de agua a más de la mitad de la población mundial, desempeñan un papel crucial en la regulación del clima y la provisión de recursos naturales, esta relevancia no se refleja en las políticas de desarrollo y protección ambiental.

## Actividades y alcance
Durante 2022, los organismos vinculados promovieron actividades destinadas a fortalecer el conocimiento sobre la importancia del desarrollo sostenible en las montañas y a fomentar la adopción de estrategias para su conservación. La Alianza para las Montañas, con el respaldo de la FAO, desempeñó un papel clave en la coordinación de iniciativas que incluyeron foros internacionales, conferencias científicas, campañas de sensibilización y proyectos específicos orientados a mejorar la resiliencia climática y la seguridad alimentaria en regiones montañosas. Se destacó la necesidad de integrar el enfoque de sostenibilidad en los planes nacionales de desarrollo, reconociendo el papel de las montañas como fuentes vitales de agua, biodiversidad y recursos naturales.
Uno de los principales ejes de trabajo fue la lucha contra los efectos del cambio climático en las regiones montañosas, donde el aumento de las temperaturas ha acelerado el derretimiento de glaciares y ha incrementado la frecuencia de eventos climáticos extremos. Para abordar estos desafíos, se promovieron iniciativas de restauración ecológica, programas de reforestación y modelos de gestión sostenible del agua adaptados a la realidad de las comunidades locales. En este contexto, se destacó la importancia del conocimiento tradicional de los pueblos indígenas y de las prácticas ancestrales de conservación, que han demostrado ser eficaces para mitigar los efectos del cambio climático en estos ecosistemas.
Otro aspecto clave de la conmemoración fue la promoción del desarrollo económico sostenible en las montañas, con un enfoque en la mejora de la producción agrícola y ganadera de pequeña escala. Se impulsaron políticas para fortalecer la agroecología y los mercados locales, con el objetivo de garantizar medios de vida sostenibles para las comunidades rurales. Asimismo, se hizo un énfasis especial en el empoderamiento de las mujeres en estas regiones, reconociendo su papel fundamental en la gestión de los recursos naturales, la seguridad alimentaria y la transmisión del conocimiento ambiental.
El financiamiento de las actividades en el marco del Año Internacional dependió de contribuciones voluntarias de los Estados miembros y del sector privado, permitiendo la implementación de proyectos específicos sin comprometer los fondos regulares de las Naciones Unidas.